# 우곡수리암장

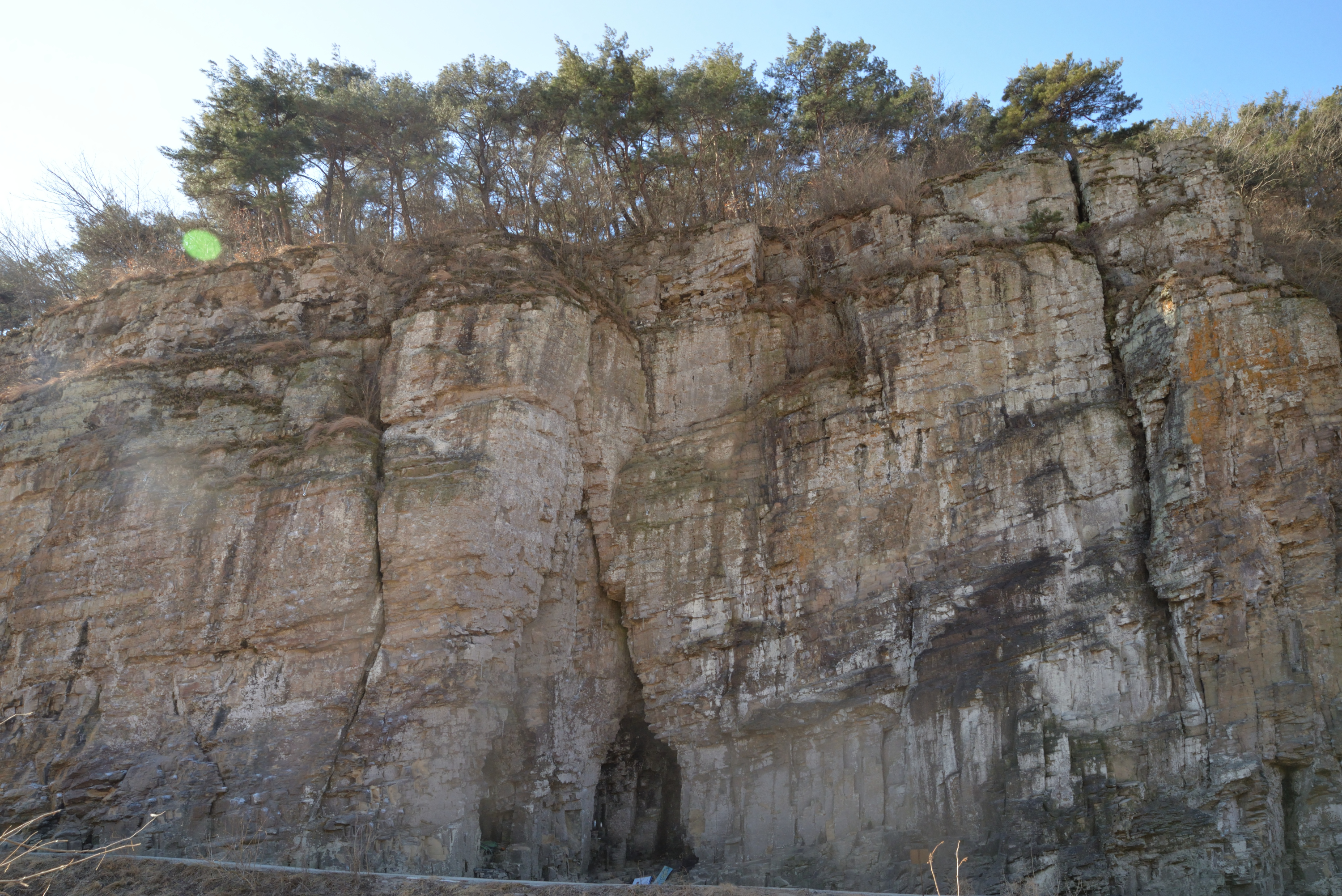
우곡수리암장 바위 정면

우곡수리암장(牛谷수리巖嶂, Ugok Suri Rocky Climb)은 대한민국 경상북도 고령군 우곡면 월오리에 위치한 암벽등반 암장으로 중생대 백악기의 퇴적암 지층 칠곡층과 신라 역암층으로 구성된 절벽이다. 2022년 개척을 시작해 2023년 정식 오픈한 클라이밍 명소이다.

## 개요
우곡수리암장은 경상북도 고령군과 경상남도 합천군의 경계에 위치한 절벽으로 회천 하천변에 위치한다. 암벽등반(클라이밍) 단체 몬스터클라이밍짐에서 2022년 11월 초 개척을 시작해 2023년 7월 9일 개척 보고회를 하고 정식으로 오픈한 하드프리 암장이다. 수리부엉이가 서식하고 암장의 모습이 수리부엉이를 닮았다 하여 지역명인 우곡면에 수리부엉이를 합성해 우곡수리암장으로 명명되었다.

### 지질
절벽은 중생대 백악기의 퇴적암 지층 경상 누층군의 칠곡층과 신라 역암층의 경계에 위치한다. 칠곡층은 주로 사암, 신라 역암층은 주로 역암으로 구성되며, 수리암장의 암질 역시 사암과 역암으로 구성된다. 현풍 지질도폭(1970)에 의하면 칠곡층은 주로 자색(赭色) 셰일, 이암, 사암 및 사질셰일과 녹회색, 암회색, 회갈색의 사암, 역암, 역질사암과 응회암질사암 등으로 구성된다. 신라 역암층은 일반적으로 자색(赭色) 및 갈회색의 역암, 역질사암, 사암, 이암, 사질셰일, 회색셰일로 구성되며, 역암의 자갈은 편상(片狀) 화강암, 규암, 화강편마암, 응회암질사암, 화산암질암 등으로 구성되고 그 크기는 3~5 cm 정도이다.

### 클라이밍
2022년 9월 암벽을 발견 후 11월 초 개척을 시작해 총 41개의 루트가 만들어졌다. 2023년 7월 9일 개척 보고회 후 14개의 루트가 더 개척되었고 1암장 상단 우측 벽으로 2암장 개척 작업도 진행중이다. 암장의 길이는 70여 m, 높이 10~26 m이다. 난이도는 5.8~5.13a 까지 다양하며 입구에 초보자 교육용 암장이 있다.

## 사진
고령 우곡수리암장
- 암벽 정면
- 암벽 측면. 사진 오른쪽의 은색 승용차가 서 있는 곳에 주차가 가능하다.
- "핸즈 꿀벌 5.12b"

### 찾아가는 길
수경사(도로명주소: 고령군 우곡면 율지포두길 338-39) 건물에서 우측 강 쪽으로 150미터 진행한다. 절벽 밑에 주차공간이 있다.

## 같이 보기
- 암벽등반
- 고령군의 지질
- 경상 누층군 칠곡층, 신라 역암층
- 한국의 지질